# Južnoural'sk
Južnoural'sk (in russo Южноура́льск) è una città di 37 313 abitanti situata nell'oblast' di Čeljabinsk, in Russia.
Južnoural'sk fu fondata nel 1948 e ricevette lo status di città il 1º febbraio 1961. Si trova sul fiume Uvel'ka, 88 km a sud di Čeljabinsk.

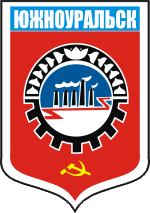
Stemma cittadino durante l'Unione Sovietica